# اسماعیل سیمیتقو
اسماعیل سیمیتقو (۱۲۶۶ – ۳۰ تیر ۱۳۰۹) مشهور به اسماعیل شکاک یا سمکو شکاک از سرکردگان ایل شکاک در منطقه مرزی ایران و عثمانی بوده است. او کشاورزان کُرد را به جنگ هدایت کرد. دولت ایران او را در سال ۱۹۳۰ میلادی به هلاکت رساند. سمکو در کشتار آشوریان خوی شرکت کرد و به کشتار هزار آشوری در سلماس دامن زد.
سمکو در لهجه شکاک، مأخوذ از اسماعیل است و در فارسی و ترکی سمیتقو خوانده می‌شود.

## شورش‌های سیمیتقو
در شورش نخست سمکو، از دوران نوجوانی تا سال ۱۲۹۹، بخش‌های غربی دریاچه ارومیه تا مرز عثمانی تسخیر شدند که موجب کشته شدن حدود پنج هزار نفر شد و هدف اصلی آن غارت بود. اسماعیل شکاک با کمک کشاورزان توانسته بود در چند نوبت نیروهای دولتی را شکست دهد. او در قتل‌عام آشوری‌ها در خوی مشارکت داشت. همچنین با تحریک سمکو شکاک حداقل هزار نفر از آشوری‌ها در سلماس کشته‌شدند. او حمایت آتاترک را داشت و سربازان سیمیتقو نیز به امپراتوری عثمانی در کشتار مسیحیانی که به ایران فرار می‌کردند یاری می‌نمود. در نهایت در مرداد ۱۳۰۱ شمسی (۱۹۲۲) نیروهای ایرانی در نبرد شکریازی در نزدیکی سلماس نیروهای سیمیتقو را شکست و او به ترکیه گریخت. رضا شاه پس از مدتی در سال ۱۳۰۳ خورشیدی (۱۹۲۴ میلادی) سیمیتقو را بخشید و به او اجازه بازگشت به ایران داده شد. سیمیتقو نیز به ایران بازگشت و به دولت ایران سوگند وفاداری ابدی ابراز نمود. با این حال او پس از مدتی دوباره تصمیم به شورش زد. شورش دوم سمکو شکاک با حمله به سلماس آغاز شد که با اعزام نیروهای دولتی و همچنین فرار شورشیان نیمه‌کار ماند و سمکو به عراق گریخت.
سرانجام در طی تله‌ای که برای وی گذاشته بودند در سال ۱۳۰۹ (۱۹۳۰میلادی) در سن ۴۳ سالگی توسط نیروهای دولتی کشته‌شد.
امضای اسماعیل اقا سیمیتقو

## سمکو و جنگ جهانی اوّل
با شروع جنگ جهانی اول و چند سال بعد از آن سمکو، از سرشناس‌ترین چهره‌ها در مرز ایران و عثمانی بود. با آغاز جنگ و توجه روس‌ها به او جهت جلوگیری از همراهی او با عثمانی‌ها، سمکو به مهره‌ای تأثیرگذار تبدیل شده‌بود. او به همراه عبدالرزاق بدرخان چندین ماه با عثمانی‌ها جنگید و در مقابل آن‌ها ایستادگی کرد.
در طول جنگ جهانی اول مناطق ارومیه، خوی و سلماس چندین بار میان روس‌ها و عثمانی‌ها دست به دست شد. با وقوع انقلاب اکتبر و به قدرت رسیدن بلشویک‌ها، روس‌ها از ایران عقب‌نشینی کردند و این تحول برای سمکو چندین دستاورد داشت؛ نخست فشار روس‌ها از او برداشته شد، دوم مقداری تسلیحات از آنان به‌دست‌آورد. البته در این دوره با ورود ده‌ها هزار آشوری و ارمنی‌ها عثمانی و قفقاز به حومه ارومیه آن‌ها به اقلیتی شایان توجه تبدیل شدند. این مسیحیان به واسطه شرکت در جنگ‌های روس‌ها با عثمانی دچار هراس شده بودند، البته ترس آن‌ها بی‌علت هم نبود. بنا به روایتی روس‌ها هشتاد درصد جمعیت کردهای شرق آناتولی را از بین برده بودند و مسیحیان، پیشقراولان روس‌ها در این جنگ‌ها بودند و از انتقام‌جویی کردهای عثمانی هراس داشتند.
با خروج قوای روس از قفقاز و شمال غرب ایران، این مناطق در مقابل پیشروی عثمانی‌ها بی‌دفاع مانده بود. به دنبال رها کردن جبهه شرق از جانب روس‌ها در کنفرانس پاریس به تاریخ دی ۱۲۹۶ شمسی، فرانسوی‌ها و انگلیسی‌ها کار دفاع را بین خود تقسیم کردند و دفاع از قفقاز و و نواحی اطراف به انگلیسی‌ها واگذار شد و سرنوشت منطقه ارومیه به تصمیمات انگلیسی‌ها بستگی پیدا کرد.
در جلسه کابینه جنگ در اسفند سال ۱۲۹۶ وزارت جنگ بریتانیا خواستار مداخله نظامی در شمال غرب ایران شد و قرار شد نیروی نظامی ۱۳۰۰ نفره به شمال غرب ایران روانه و از آنجا به قفقاز اعزام شوند. ژنرال دنسترویل به صورت رسمی به عنوان سرپرست این نیروها تعیین شد. او می‌بایست در قفقاز از پیشروی آلمان‌ها و عثمانی‌ها جلوگیری می‌کرد و انگلیس برای دفاع از قفقاز و شمال غرب ایران به متحدانی نیاز داشت که مسیحیانی که به ارومیه آمده بودند چنین نیرویی بودند. دنسترویل با قوای ۱۳۰۰ نفری خود وارد ایران شد و با حمایت همه‌جانبه انگلیس، مسیحیان ارومیه مسلح و سازماندهی شدند، سمکو از این کار احساس خطر کرد و زمینه تنش بین آنها به وجود آمد. بعد از مسلط شدن مسیحیان بر ارومیه، آن‌ها به قتل و غارت مسلمانان روی آوردند، آن‌ها بعد از تحکیم موقعیت خود در ارومیه به فکر تصرف سلماس افتادند.
سمکو در حوالی این شهر در قلعه چهریق اسکان داشت. مارشیمون پیشوای مسیحیان همراه ۱۵۰ نفر از نیروهای خود به ملاقات سمکو رفت، اما سمکو پس از ملاقات آن‌ها را قتل‌عام کرد. بعد از قتل مارشیمون، موقعیت سمکو تحکیم یافت اما هنوز هم با مسیحیان تحت حمایت متفقین در کشمکش بود. خطر انتقام جویی عثمانی‌ها از سمکو به واسطه همکاری با روس‌ها چنان جدی بود که قتل مارشیمون توسط او را به هدف کسب شفاعت نزد عثمانی‌ها قلمداد کرده‌اند. سمکو از عثمانی‌ها دعوت کرد به جنگ مسیحیان آیند. این حرکت باعث شد عثمانی‌ها یک بار دیگر به او اعتماد کنند و مقابله با دشمن مشترک را بر انتقام‌جویی از او ترجیح دهند. به دنبال این دعوت، سپاه عثمانی در اردیبهشت سال ۱۲۹۷ از قطور گذشتند و وارد خوی و سلماس شدند.
سپاه عثمانی به قصد تصرف ارومیه به سوی این شهر حرکت کرد اما قوای مسیحی در کریم‌آباد در میان ارومیه و سلماس به مقابله با آن‌ها شتافتند، اما در این روز خبر حمله سپاه ۱۲ هزار نفری اندرانیک به خوی عثمانی‌ها را به عقب‌نشینی به سمت خوی وادار کرد.
ژنرال اندارانیک می‌خواست با بهره‌گیری از قلعه خوی به عثمانی‌ها حمله کند و به همراه قوای مسیحی در ارومیه عثمانی‌ها را در محاصره اندازد و پس از آن ارومیه تا قفقاز را تصرف کند. اما عثمانی‌ها آنها را شکست دادند و مسیحیان را با ۴۵ هزار نفر مجبور به عقب‌نشینی تا مهاباد کردند. تسلیم شدن بلغارستان در ۸ مهر سال ۱۲۹۷ و کناره‌گیری این کشور از جنگ جهانی، سبب قطع ارتباط عثمانی با اتریش و آلمان و نهایتاً منجر به صلح شد.
عثمانی‌ها قرارداد مدروس را امضا کردند. به موجب این قرارداد عثمانی‌ها ناچار به ترک شمال غرب ایران و قفقاز شدند. با خروج قوای روس، مسیحی و عثمانی، سمکو قدرت بلامنازع منطقه شد. اولین شورش سمکو علیه حکومت مرکزی در حمله به لکستان متجلی شد. گروه‌های شبه‌نظامی به دلیل ضعف دولت مرکزی در ایران، هر موقع فرصتی پیدا می‌کردند در صدد گریز از مرکز بودند.

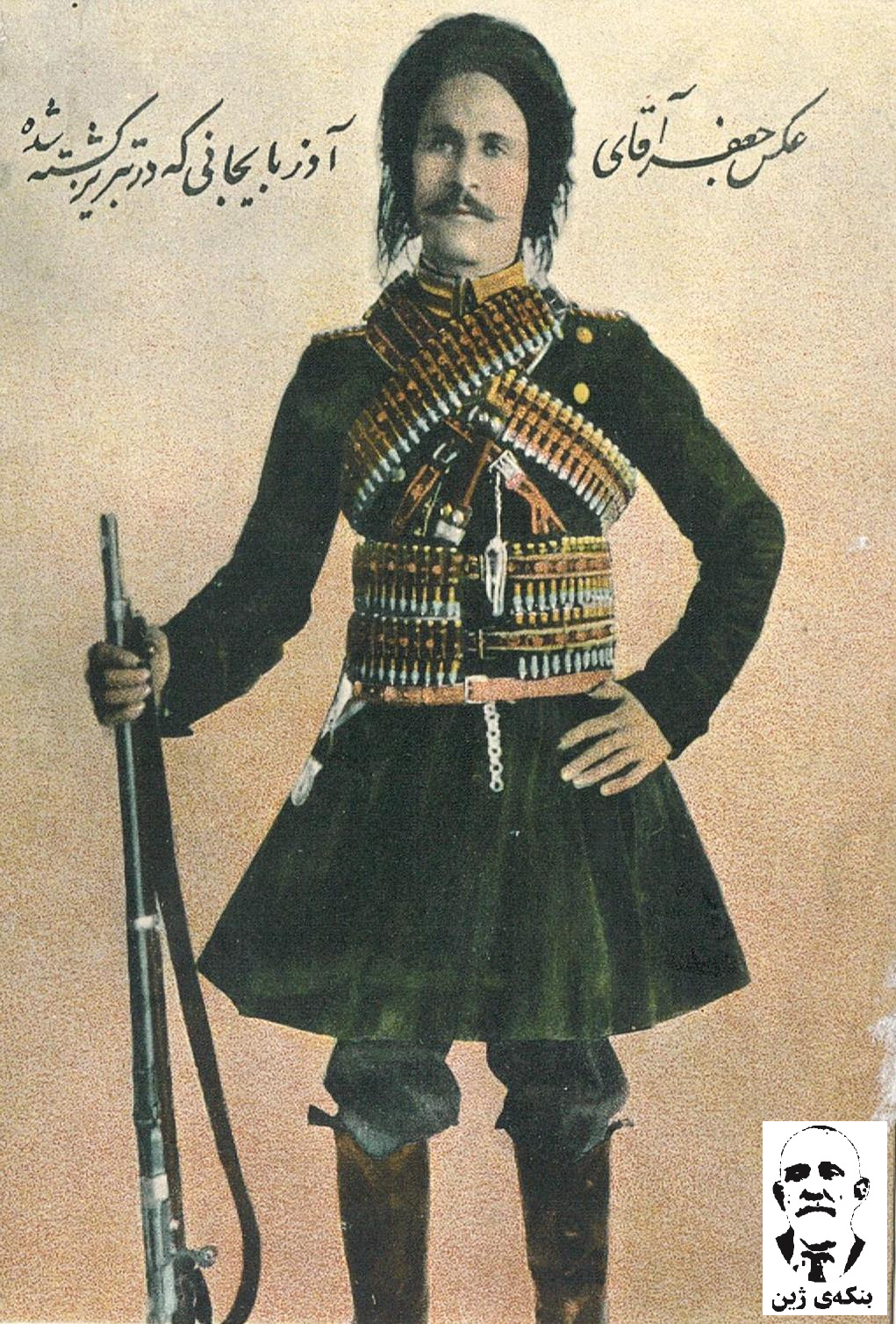
جعفر شکاک

برادر اسماعیل‌خان، جعفر و پدرش محمد آقا در زمان خود بارها نافرمانی کرده بودند ولی سمکو برای کردستان استقلال می‌خواست و هدفش از جمع‌آوری نیرو نیز به خاطر دست یافتن به استقلال بود. یکی از همدستان او در این کار سید طه نوهٔ عبیدالله بود. مکرم‌الملک که به عنوان «نایب‌الایاله» در تبریز حکومت می‌کرد، جعفر برادر اسماعیل‌خان را به قتل رساند. اسماعیل‌خان سمکو به منظور انتقام خون برادرش که توسط مکرم‌الملک در اردیبهشت ماه ۱۲۹۸ (شعبان ۱۳۳۷) کشته شده بود، به تبریز حمله نمود. او بیشتر مناطق آذربایجان را به اشغال خود درآورد.
مارشیمون (رئیس آشوریان) که نقشه فتح تبریز را در سر داشت نیاز به متحدی مانند سمیتقو داشت ولی به هنگام مطرح کردن این پیشنهاد به دست او کشته شد و آشوریان جهت انتقام به قلعه چهریق قلعه‌ای که در آن زمان در دست اسماعیل سیمیتقو بود لشکرکشی کردند و کنترل شهر را به‌دست گرفتند. سمکو شکست خورد و عقب‌نشینی کرد. پس از آن عثمانیان، آذربایجان ایران را فتح کردند و آشوریان از ارومیه و دیگر مناطق کوچ کردند. با رفتن آشوریان، خیال سمکو راحت شد و به قلعه چهریق بازگشت و در جنگ جهانی اول اعلام بی‌طرفی کرد. در این حال سمکو از فرصت به دست آمده نهایت استفاده را می‌کرد و در کار جمع‌آوری نیرو و یارگیری بود. در آشفتگی وضعیت دولت مرکزی، سمکو با نیروهای فرمانبرداری که داشت سودای استقلال در سر می‌پروراند. همزمان با این حرکت سمکو در نقاط دیگر شمال غربی ایران یعنی آذربایجان و کردستان ترکیه، درگیری‌هایی بین ارمنی‌ها و آشوری‌ها با ترک‌های عثمانی روی داده بود که بیشتر رنگ مذهبی به خود گرفته بود و موقعیت مناسبی پیش آمد تا کُردها در ترکیه از اختلافات سمکو با دولت مرکزی استفاده کرده و او را به سوی خود بکشانند.

## قتل‌عام مردم دهستان لکستان
در همان روزها داستان رخداد لکستان رخ داد. دهستان لکستان بخشی از پیرامون‌های سلماس است که دارای نُه پارچه آبادی می‌باشد. اسماعیل سمکو از تاختن به آن‌جا خودداری می‌نمود، ولی پنج هزار تومان باج طلبید، به تازگی هم پانزده هزار فشنگ می‌خواست. لکستانیان به تهران و تبریز تلگراف فرستادند، ولی پاسخی نشنیدند. از نیمه‌های آذرماه سیمیتقو آهنگ تاختن به آنجا نمود و سرانجام با دسته‌های انبوه روی به لکستان آورد. روز آدینه بیست و هفتم آذرماه بود که به نزدیکی آبادی «سلطان احمد» رسیدند و در آنجا جنگ سختی درگرفت. لکستانیان بیش از دو ساعت نتوانستند مقاومت کنند. نیروهای تحت امر سیمیتقو از هر سوی به‌آبادی حمله کردند.
بسیاری از مردان کشته شده و زنان و فرزندان دستگیر شدند. کسانی که موفق شدند فرار کنند خود را به قره‌قشلاق رساندند. برخی از لکستانیان نیز در میان دو دیه کشته‌شدند. سیمیتقو بعد از سلطان احمد رو به قره‌قشلاق آورد. در پایان جنگ، مسعود دیوان کشته شد و از آن سوی کردها در سایه فزونی شماره و نیکی جنگ‌افزار، خود را به کوچه‌های آبادی رساندند. این‌ها مایهٔ ناامیدی لکستانیان شد و کسانی که زنده مانده بودند به فکر رها کردن زنان و فرزندان خود افتادند. در آن نیمه‌شب زمستانی در سرمای سخت؛ زنان و کودکان پراکنده و پریشان، رو به بیابان گذاشتند. آنان که در دیه ماندند به دست نیروهای سیمیتقو اسیر شدند. از این گریختگان هم، گروه انبوهی از ترس پیشامد یا از آسیب برف و سرما از پا درافتاده در بیابان‌ها ماندند. آنان که زنده مانده بودند، پس از دو روز رنج و سختی خود را به شرفخانه رساندند. در تلگرافی که این گریختگان به تبریز ارسال کرده بودند چنین گفته شده بود که دو هزار تن از زن و مرد در جنگ کشته شده و هزار و پانصد تن در راه از ترس و آسیب سرما مُرده‌اند. این اخبار در تبریز تکان سختی پدیدآورد. مردم سخت شوریدند و از بی‌پروایی دولت رنجیدگی نشان‌دادند.

## قتل‌عام مردم سلماس و ارومیه
پس از دهستان لکستان نوبت به شهر سلماس رسید که مورد تاخت و تاز سیمیتقو قرار بگیرد. شهر سلماس و پیرامون آن همگی به دست اسماعیل سیمیتقو افتاد و نوبت به‌آبادی‌های ارومیه رسید. بین ضیاءالدوله والی ارومیه و سمکو جنگی درگرفت. چون اسماعیل‌خان سمکو رسیدن والی جدید به ارومیه را شنید به این خیال افتاد که حاکم را گرفته تا سپهدار، والی جدید آذربایجان حساب کار خود را ببرد. پنج روز پس از ورود والی حکومتی، صبح دم حدود شصت نفر از نیروهای اسماعیل‌خان اطراف خانه‌های حاکم را گرفته و به صحن و حجرات نزدیک خانه‌های حکومتی وارد شده آنجا را سنگر نموده و شروع به شلیک نمودند. از آن طرف حکومت نیز سربازان خود را به دور خود جمع نموده با کمال جدیت دفاع کرده و اهالی ارومیه که تا آن زمان چنین قدرتی را از حاکمی ندیده بودند و در همچین مواقعی دست و پای ایشان را بسته، تحویل می‌دادند، چون آن شهامت را از ضیاءالدوله دیدند فوراً اشخاصی که اسلحه داشتند به امداد حکومت برآمدند و در نتیجه توانستند نیروهای اسماعیل‌خان را به عقب برانند.
وقتی که خبر مغلوب شدن کردها به اسماعیل آقا رسید، فوراً یک دسته از شکاکیان را به ریاست طاهر بیک به بندر گلمانخانه مأمور نمود که قبلاً آنجا را به دست آورند تا مبادا از تبریز و از راه دریا کمک برای ارومیه برسد. این‌ها رفته گلمانخانه را گرفته و کلیهٔ مال‌التجاره را که در انبارهای آنجا بود به چهریق حمل کردند، از طرف دیگر دسته‌های انبوه نیروهای اسماعیل‌خان برای محاصره شتافتند. ساکنان دهات ناگزیر شدند چندین ده یکجا به یک قلعه محکمی پناه برده به نگهداری خود پردازند. نیروهای اسماعیل‌خان ارومیه را محاصره کرده و هر زمان به تاخت و فشار برمی‌خاستند که به درون آیند، از آن سوی مردم پافشاری نموده با جنگ به نگهداری شهر می‌کوشیدند. بدین سان دوباره ارومیه گرفتار جنگ و سختی شد.
در نتیجه نایب‌الایالهٔ آذربایجان سپاه کوشید که بر سر اسماعیل آقا فرستد. در زمان کمی لشکری آماده گردید و جنگ آغاز یافت. سردار انتصار نیک می‌کوشید و از رسانیدن کمک و جنگ‌افزار بازنمی‌ایستاد. پس از چندین روز خود نیز روانه گردید و به لشکرگاه پیوست. روز چهارشنبه پنجم اسفند در پیرامون دیلمقان، جنگ سختی رخ داد که در آن دولتیان نیروهای اسماعیل‌خان را شکست دادند و شهر دیلمقان را که کرسی سلماس است از دست آنان درآوردند. اسماعیل آقا با این شکست تمام مناطقی را که در آن چند سال گرفته بود از دست داد و تنها چهریق در دست او ماند که در آنجا به نگهداری خود کوشید. دولتیان دیه‌های نزدیک را سنگر ساخته پناه گرفتند و چهریق را به تنگنا انداختند.
سردار انتصار به تبریز بازگشت و فیلیپوف در آنجا ماند تا کار را به پایان رساند. نیروهای اسماعیل‌خان در چهریق به سختی افتادند و برخی از ایشان به دنبال کار خود رفتند؛ ولی در این میان داستان دیگری رخ نمود. بدین سان که اسماعیل‌خان تلگرافی به عین‌الدوله والی آذربایجان که آن زمان در زنجان بود فرستاد و درخواست مذاکره کرد. عین الدوله درخواست را پذیرفت، و فیلیپوف و سردار انتصار هر دو به میانجیگری پرداختند. این ماجرا موجب شد که نیروهای دولتی به مرکز بازگردند و برای مدتی آرامش نسبی در منطقه حاکم شد.

## ترور و مرگ

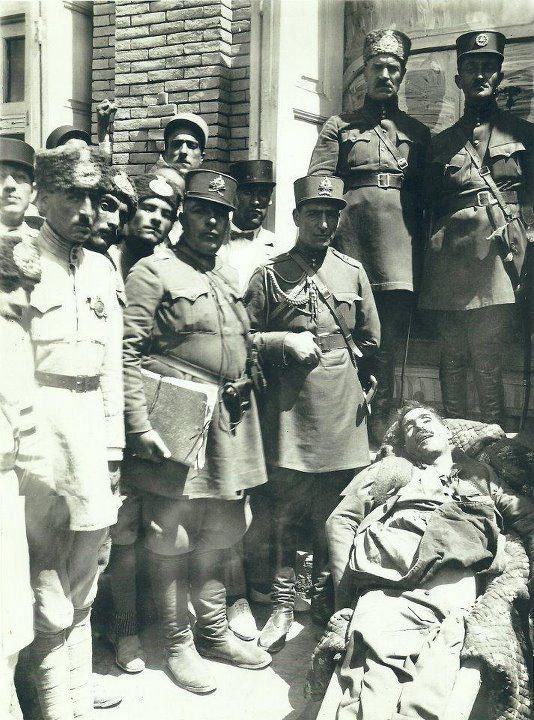
جنازه سمکو شکاک

در سال ۱۹۲۲ رضاشاه و وزیر جنگ، شخصی به نام ملک‌زاده را همراه با هزار نفر نیرو که مجهز به انواع سلاح‌های مدرن آن زمان بودند را به سمت شهر ارومیه گسیل می‌کند. اسماعیل سیمیتقو به دفاع از خود می‌پردازد. در جنگی که میان آنان رخ داد ۷۰۰ نفر از نیروهای ملک‌زاده کشته می‌شوند. در آن زمان میرزا کوچک جنگلی در شمال و خالو قربان هرسینی در کرمانشاه قیام‌هایی علیه حکومت مرکزی به راه انداخته‌بودند. رضاشاه سعی کرد که آنان را به سوی خود جلب کند. خالو قربان جلب رضاشاه می‌شود. خالو قربان که سر بریده میرزا کوچک خان را برای رضاشاه به هدیه آورده‌بود، توسط رضاشاه تشویق می‌شود علیه اسماعیل سیمیتقو به جنگ بپردازد. در سال‌های ۱۹۲۱–۱۹۲۲ خالو قربان به قصد از بین بردن اسماعیل سیمیتقو، لشکری از عشایر را جمع کرده به راه می‌افتد. این خبر به سیمیتقو می‌رسد. سیمیتقو نیروهایش را سازماندهی کرده و به جنگ وی می‌رود. نیروهای دو طرف در منطقه‌ای به نام حسن با هم درگیر می‌شوند؛ نیروهای سیمیتقو عشایر خالو قربان را شکست داده و مجبور به عقب‌نشینی می‌کنند.
پس از این جنگ اسماعیل سیمیتقو دوباره نیروهای خود را جمع کرده و به تجدید قوا پرداخت. رضاشاه در آن زمان به‌تازگی امور مملکت را به دست گرفته بود و می‌خواست قضیه اسماعیل سیمیتقو را به هر شکل ممکن حل کند و تقاضای دیدارش کرد. در این ملاقات که ابتدا قرار بود شخص رضاشاه که به تازگی پادشاه شده بود بیاید، سرهنگ صادق‌خان فرمانده فوج اشنویه آمده بود. شخصی که واسطه این ملاقات شده بود، عمرخان شریفی پسرعموی اسماعیل‌خان بود. سرهنگ صادق‌خان می‌گوید که رضا شاه نتوانست بیاید و من به جای ایشان آمدم. سیمیتقو داخل شهر می‌شود و دو روز مهمان حکومت بود. روز سوم که می‌خواهد برگردد، به دستور صادق خان فوجی از نیروهای حکومتی دور تا دور مکانی را که او در آن قرار داشت، محاصره کرده و به کمین خود درآورده بودند. پس از ناهار، سرهنگ صادق‌خان دست در دست سیمیتقو را بدرقه و همراهی می‌کند. پس از آن با اشارات دست صادق‌خان، سیمیتقو و یارانش را به گلوله می‌بندند. در این ترور، سیمیتقو و همهٔ یارانش به غیر از دو تن از آن‌ها کشته می‌شوند. با کشته شدن سیمیتقو، کوشش چند ساله او نیز برای برقراری یک حکومت قبیله‌ای از بین می‌رود. بدین گونه قیام سیمیتقو توسط حکومت مرکزی سرکوب شد. شورش سیمیتقو، با کشته شدن وی به پایان رسید و ادامه نیافت.

## پس از ترور
یدالله ابراهیمی سلطان لشکر تبریز قتل سمکو را چنین توصیف می‌کند: «جنازه اسماعیل سیمیتقو در کوچه‌های اشنویه باقی مانده و کسی در پی جنازه و دفن آن نیست. چون غروب و تاریکی شب فرا رسید، جنگ تقریباً خاتمه یافته بود. نفرات عشایر که همیشه با داشتن سرپرست می‌توانند منشأ اثری باشند، پس از مرگ سیمیتقو متواری می‌شوند. بلافاصله به رضائیه حرکت کردم. ساعت سه بعد از نیمه‌شب به باشگاه افسران که محل توقف سرلشکر مقدّم بود وارد شدم. ایشان روی تخت خواب مشغول مطالعه رمانی روسی بود. سرگرد مقدس‌زاده و سروان مقدس‌زاده و سروان فرج‌الله خان افسران ستاد فرماندهی، مشغول مکالمه با تلفن بودند. موقعی که وارد اتاق فرماندهی شدم، افسران نام‌برده که از مرگ اسماعیل سیمیتقو اطلاع یافته بودند، با عجله قبل از من وارد اتاق شدند و با التهاب مخصوصی مرگ اسماعیل سیمیتقو را به اطلاع فرمانده لشکر رسانیدند. فرمانده لشکر این خبر را با خونسردی تلقی کرد و از خونسردی فرمانده لشکر تعجب کرده و در جای خود خشک شدند. در این وقت فرمانده لشکر که از استماع این خبر تردید داشت و شوخی پنداشته‌بود، از من جویای موضوع شد و من هم جریان را شرح دادم.»
در هجدهمین سالنامه دنیا آمده است که: «فوراً به اشنویه دستور دادند، جنازه اسماعیل سیمیتقو را با اتومبیل به اورمیه بیاورند و پس از این دستور، طی گزارشی تلگرافی مرگ سیمیتقو به عرض رضاشاه رسانیده‌شد که موجب شادمانی بسیار رضاشاه و امرای ارتش گردید. بدین ترتیب این غائله بزرگ پس از ۱۴ سال به شکلی عجیب و با ترور اسماعیل سیمیتقو پایان یافت. هنگامی که قزاق‌های ایرانی سمکو را شکست دادند، جشن و آتش‌بازی در سراسر ایران برگزار شد.

## بازماندگان
پس از کشته شدن سمیتقو، اموال او مصادره شد اما دولت برای بازماندگان او مستمری تعیین کرد. در اسفند ۱۳۳۳ مبلغ این مستمری برای هر یک از بازماندگان به ماهی پانصد تومان رسیده‌بود و در مجلس سنا به آن اعتراض شد.